# Lichenochora elegantis
Lichenochora elegantis är en lavart som beskrevs av Hafellner 2008. Lichenochora elegantis ingår i släktet Lichenochora, ordningen Phyllachorales, klassen Sordariomycetes, divisionen sporsäcksvampar och riket svampar.   Inga underarter finns listade i Catalogue of Life.